# لوگال‌زاگه‌سی
لوگال-زاگه-سی (به سومری: 𒈗𒍠𒄀𒋛) اهل اومّا (حکومت در حدود ۲۳۵۸–۲۳۳۴ پیش از میلاد) آخرین پادشاه سومری قبل از فتح سومر توسط سارگون اکدی و ظهور امپراتوری اکد بود. طبق فهرست پادشاهان سومری، تنها پادشاه سلسله سوم اوروک محسوب می‌شود. در ابتدا، به عنوان پادشاه اومّا، او به جنگ طولانی با دولت‌شهر لاگاش پایان داد و پیروز نهایی نبرد شد. به دنبال این موفقیت، او سپس سومر را برای مدت کوتاهی به عنوان یک پادشاهی واحد متحد کرد.

## فیلیاسیون
بر اساس گلدان نیپور لوگال‌زاگه‌سی، لوگال‌زاگه‌سی پسر اوکوش، حاکم اومّا، بود:
«لگال-زاگه-سی، شاه اوروک، شاه سرزمین، خادم آنا, رسول نیسابا; پسر اوکوش, پاتسی اومّا, رسول نیسابا; او که مورد توجه آنا، پادشاه سرزمین‌ها بود. پاتسی بزرگ انلیل; که انکی او را درک کرده; که نام او را بابار (فرزند خورشید) ذکر کرده, خادم و وزیر سین (خدای ماه), نماینده بابار, حامی نیننی, پسر نیسابا، که توسط شیر مقدس نینخارساگ پرورانده شده, بنده خدای مِس, که خادم اوروک است, شاگرد نینابخادو, معشوقه اوروک, صدر اعظم خدایان».— Nippur vase inscription of Lugal-zagesi-si

## حکومت

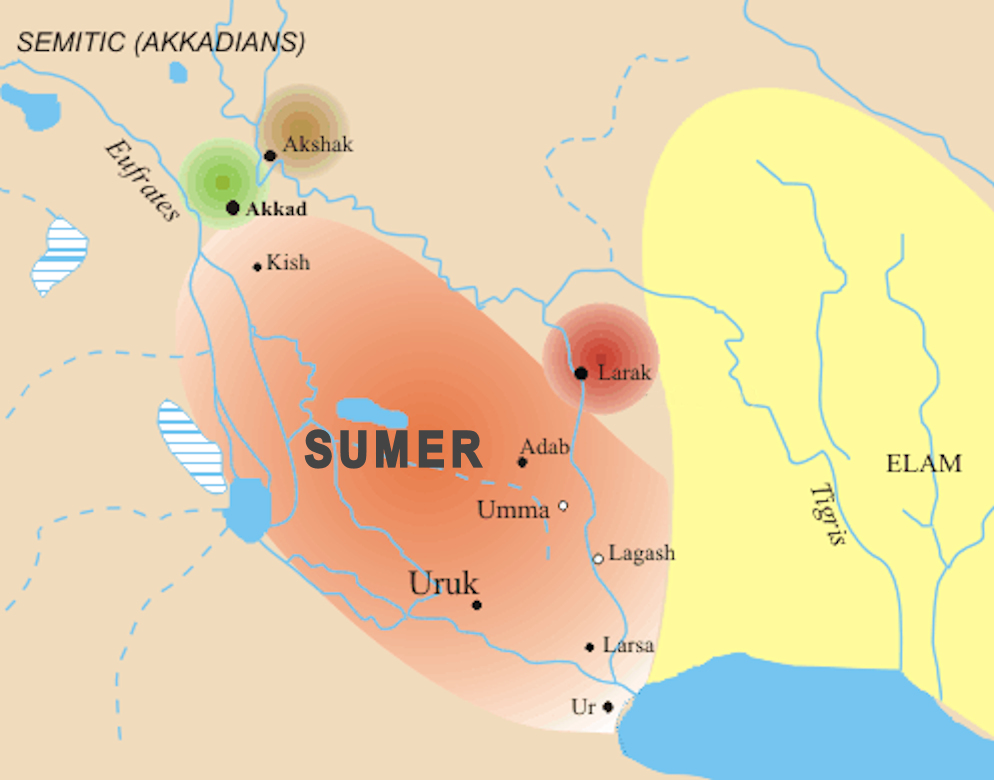
قلمرو تقریبی سومر در زمان آخرین پادشاه آن، لوگال-زاگ-سی، به رنگ نارنجی، قبل از ظهور امپراتوری آکد. در حدود ۲۳۵۰ ق. م

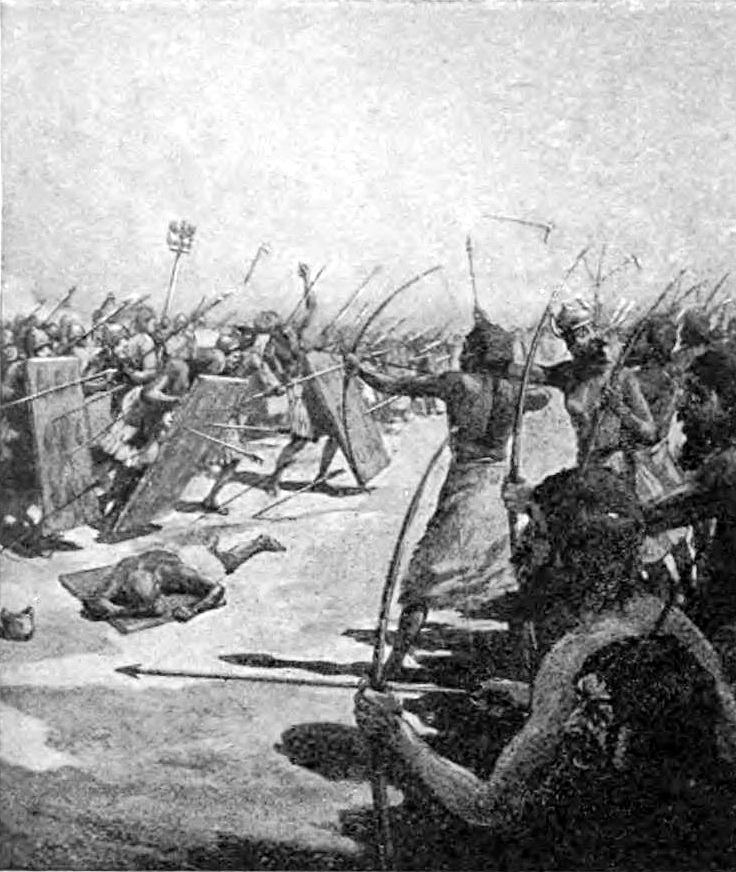
نبرد بین سومری‌ها (سمت چپ) و سامی‌ها، مسلح به تیر و کمان. بازسازی قرن بیستم

لوگال زاگه سی یک سیاست خارجی توسعه طلبانه را دنبال می‌کرد. او کار خود را به‌عنوان انسی در شهر اومّا آغاز کرد و از آنجا چندین دولت‌شهر سومری را فتح کرد. در سال هفتم سلطنت او، اوروک تحت رهبری لوگال-زاگه-سی، انسی اوما، درآمد و او در نهایت بیشتر قلمرو لاگاش که تحت فرمان پادشاه اوروکاگینا بود، را ضمیمه پادشاهی خود کرد و اینگونه اولین پادشاهی مستند قابل اعتمادی را در تاریخ ایجاد کرده که تمام سومر را در بر می‌گرفت. نابودی لاگاش در یک مرثیه توصیف شده‌است (احتمالاً اولین نمونه ثبت شده از ژانر ادبی قوی زبان سومری است) که می‌گوید:
«مردی از اوما … مرتکب گناهی علیه نینگیرسو شد. … در اوروکاگینا هیچ تخلفی وجود نداشت؛ با این حال شاه گیرسو، لوگال‌زاگه‌سی، حاکم اوما، که الهه‌اش نیسابا او را وادارد که گناهان خویش بر گردن کشد».— مرثیه‌ای برای سقوط لاگاش, اثر اوروکاگینا 
بعداً لوگال-زاگه-سی به کیش حمله کرد و در آنجا اور-زابابا، اور، نیپور و لارسا را سرنگون کرد. و همچنین اوروک، جایی که او پایتخت جدید خود را تأسیس کرد، فتح شد. او طبق فهرست پادشاهان سومری به مدت ۲۵ (یا ۳۴) سال حکومت کرد.
لوگال زاگه سی در کتیبه خود مدعی شده‌است که انلیل «همه سرزمین‌های بین دریاهای بالا و پایین» یعنی بین دریای مدیترانه و خلیج فارس را به او داده‌است.
اگرچه هجوم او به مدیترانه، از نظر برخی از محققان مدرن، چیزی بیش از «یک پیشروی و یورش موفق» نبود، اما این کتیبه «اولین باری را نشان می‌دهد که یک شاهزاده سومری ادعا می‌کند به چیزی رسیده‌است که برای آنها غرب و لبه دنیا بوده‌است». (روایت‌های تاریخی از الواح بسیار متأخر نشان می‌دهد که لوگال-آن-موندو از اداب، پادشاه کمی پیشتر، تا مدیترانه و کوه‌های توروس را نیز فتح کرده بود، اما سوابق معاصر برای کل دوره قبل از سارگون هنوز بسیار ناقص است. به محققان اجازه می‌دهد تا رویدادهای واقعی را با اطمینان زیاد بازسازی کنند)
خود لوگال-زاگه سی نیز به نوبه خود شکست خورد و پادشاهی او توسط سارگون اکد ضمیمه شد. بر اساس نسخه‌های بعدی بابِلی کتیبه‌های سارگون، سارگون اکد پس از تخریب دیوارهای اوروک، لوگال-زاگه-سی را شکست داد و او را از قفا گرفته و به معبد انلیل در نیپور برد.

## کتیبه‌ها و مجسمه‌های دیگر

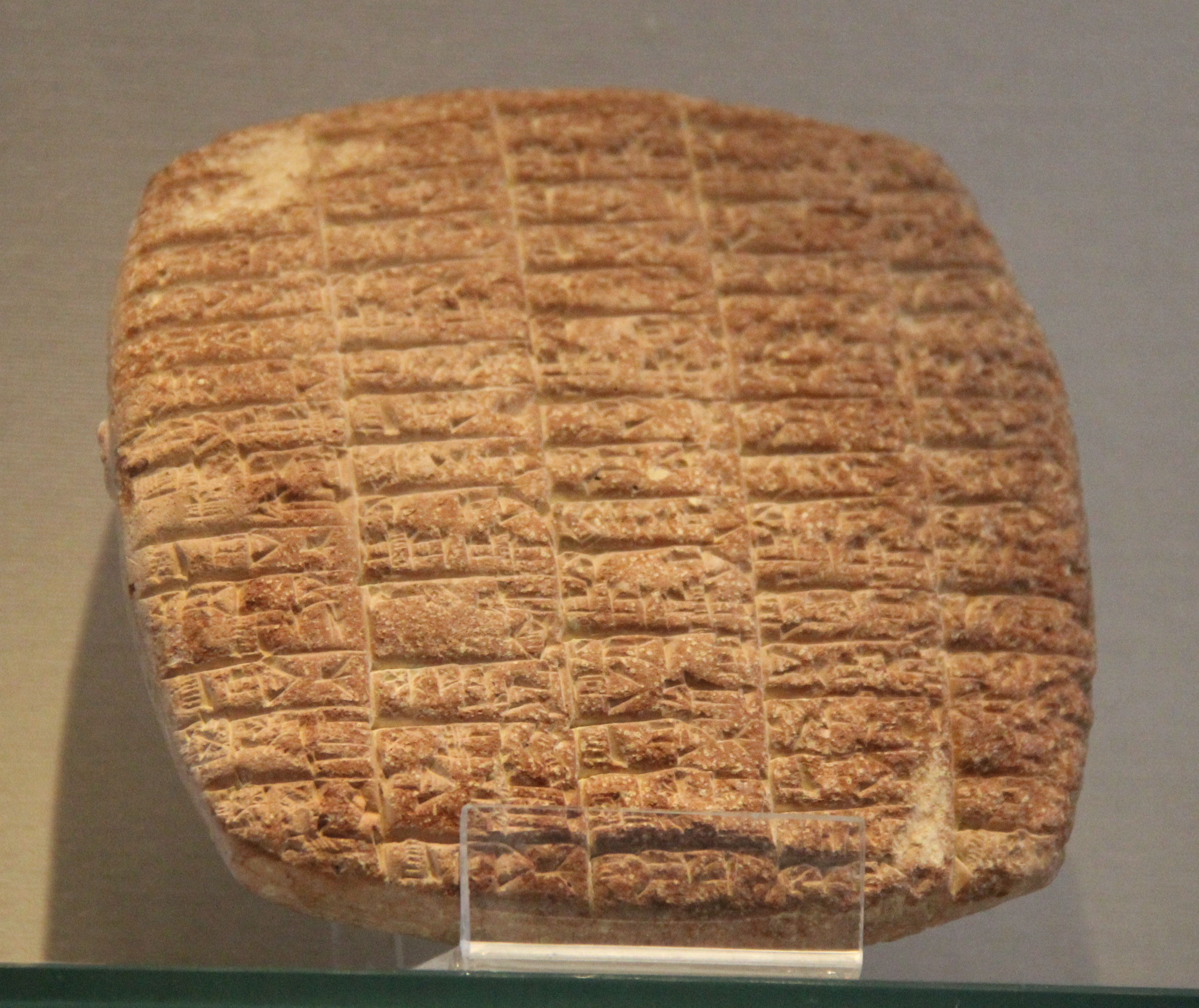
Lamentation about the fall of Lagash to Lugalzagesi, Urukagina period, circa 2350 BCE Tello, ancient Girsu.
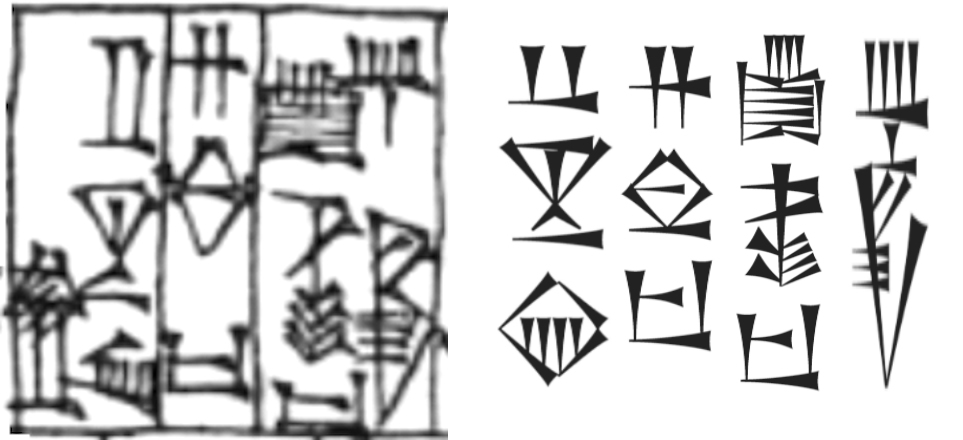
"Lugalzagesi, Governor of Umma" (𒈗𒍠𒄀𒋛 𒑐𒋼𒋛 𒄑𒆵𒆠, Lugalzagesi ensi Ummaki) in the "Lamentation about the ruin of Lagash".
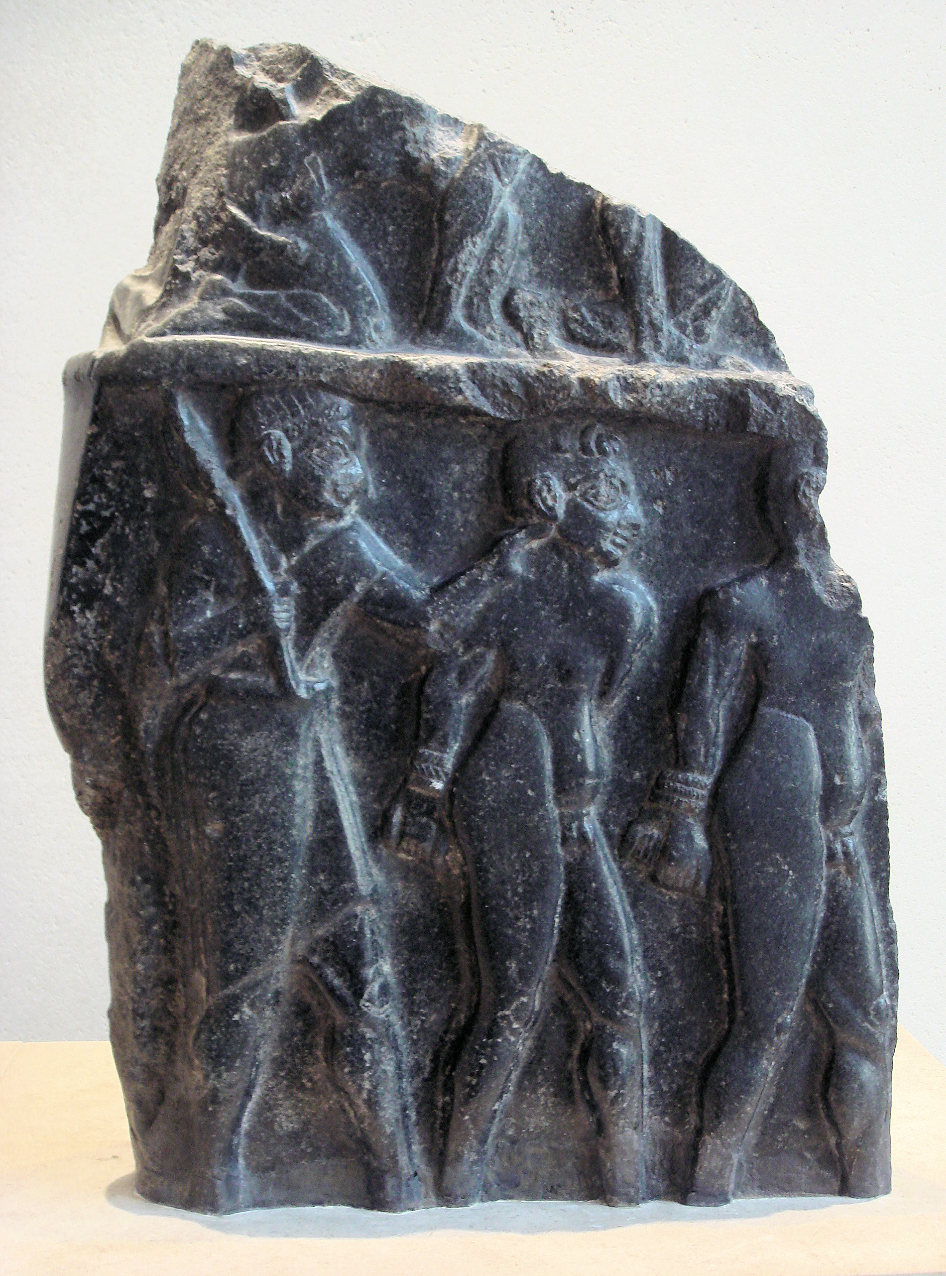
Prisoners escorted by a soldier, on a victory stele of Sargon of Akkad, circa 2300 BCE.[۱۸] The hairstyle of the prisoners (curly hair on top and short hair on the sides) is characteristic of Sumerians, as also seen on the Standard of Ur.[۱۹] Louvre Museum.